# Automolis rhodites
Automolis rhodites là một loài bướm đêm thuộc phân họ Arctiinae, họ Erebidae.